# Пазюн Марія Василівна
Пазюн Марія Василівна (17 липня 1953, село Дзюньків, Вінницької області УРСР, СРСР) — українська радянська веслувальниця. Срібний призер літнііх Олімпійських ігор 1980 року у Москві, триразовий чемпіон світу. Заслужений майстер спорту (1980).